# نترات ريدوكتاز

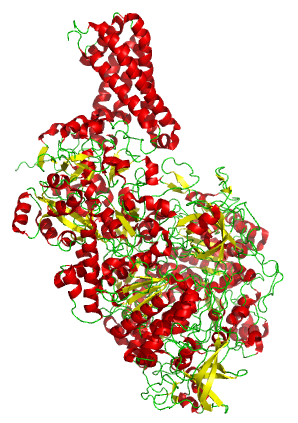
بنية نترات ريدوكتاز

نترات ريدوكتاز (أو مختزلة النترات ) هو إنزيم يسهم بعملية اختزال النترات -NO3 إلى نتريت -NO2.
يوجد هذا الإنزيم في كل من بدائيات النوى وحقيقيات النوى.

## البنية
يتكون إنزيم نترات ريدوكتاز عبر الغشائي التنفسي (EC) من وحدة ألفا ووحدة بيتا ووحدتي غاما. يمكن لهذا الإنزيم أن يحل محل إنزيم NRA في الإشريكية القولونية Escherichia coli، مما يمكنها من استخدام النترات على شكل مستقبل إلكترون خلال عملية التنفس اللاهوائي.

## اقرأ أيضاً
- إنزيم أكسدة-اختزال
- نتريت ريدوكتاز